# Sam Hazeldine
Samuel Hazeldine, né à Londres, dans le quartier de Hammersmith, le 29 mars 1972, est un acteur britannique.

## Biographie
Sam Hazeldine est le fils de l'acteur James Hazeldine et de Rebecca Moore. Il a une sœur, Chloe Hazeldine.
Après avoir déménagé de Londres à Manchester, la ville natale de son père, la famille s'installe à Tottenham (North London). Ils déménagent ensuite à Banbury (comté de Oxfordshire).
Il a étudié à la Royal Academy of Dramatic Art, qu'il quitte en 1993 pour poursuivre une carrière musicale.

## Carrière
Sam Hazeldine fait ses débuts en 2003, dans la série Suspect numéro 1.

## Filmographie

### Cinéma

#### Longs métrages
- 2000 : Offending Angels d'Andrew Rajan : Un chanteur
- 2004 : Bridget Jones : L'Âge de raison (Bridget Jones : The Edge of Reason) de Beeban Kidron : Un journaliste
- 2005 : Chromophobia de Martha Fiennes : L'assistant de Muso
- 2011 : Weekender de Karl Golden : Maurice
- 2011 : Sulfures (Don't Let Him In) de Kelly Smith : Shawn
- 2012 : L'Ombre du mal (The Raven) de James McTeigue : Ivan
- 2012 : Dead Mine de Steven Sheil : Stanley
- 2012 : Riot on Redchurch Street de Trevor Miller : Ray Mahoney
- 2013 : The Machine de Caradog W. James : James
- 2014 : Monuments Men (The Monuments Men) de George Clooney : Colonel Langton
- 2014 : 71 de Yann Demange : C.O
- 2014 : Still de Simon Blake : Josh
- 2015 : Cherry Tree de David Keating : Sean Maguire
- 2016 : Mechanic : Resurrection de Dennis Gansel : Riah Crain
- 2016 : Grimsby : Agent trop spécial (The Brothers Grimsby) de Louis Leterrier : Chilcott
- 2016 : Learning To Breathe de Dan Turner : Noah
- 2017 : Hitman and Bodyguard (The Hitman's Bodyguard) de Patrick Hugues : Garrett
- 2017 : The Journey Is the Destination de Bronwen Hughes : O'Reilly
- 2018 : Ashes in the Snow de Marius A. Markevicius : Kostas
- 2018 : Last Supper de David Wexler : Vincent
- 2019 : Killers Anonymous de Martin Owen : Sénateur John Kyle
- 2020 : Marionette d'Elbert van Strien : Josh
- 2020 : Max Cloud de Martin Owen : Tony
- 2021 : Le Dernier Duel (The Last Duel) de Ridley Scott : Thomin du Bois
- 2021 : L'enfer sous terre (The War Below) de J.P Watts : William Hawkin
- 2021 : Dark Corners de Richard Parry : Strachan

#### Courts métrages
- 2008 : Trip d'Harry Wootliff : Le père
- 2009 : Good as Gone de Luke Sullivan et John Thornton : Red
- 2010 : Just Before Dawn de Loren Slater : Lewis
- 2011 : Ouroboros de Luke Sullivan : Gary
- 2011 : Lullaby de Matthew Hammett Knott : Damien
- 2013 : Delivered de Ryan Dean : Genechip (voix)
- 2013 : Jaded de James Popplewell : Wally
- 2014 : Between Places d'Ian Finlay : Roger
- 2018 : Process de Patrick Gather : John Cross
- 2019 : The Plagiarist de James Popplewell : Jason Harlow

### Télévision

#### Séries télévisées
- 2003 : Suspect numéro 1 (Prime Suspect) : David Butcher
- 2004 / 2007 : The Bill : Graham Butler / David Latham
- 2004 / 2011 : Shameless : Quentin / Mark
- 2005 : Doctors : Rob Tanner
- 2005 : Inspecteurs associés (Dalziel and Pascoe) : Sean Doherty
- 205 / 2008 : Flics toujours (New Tricks) : Mark Lane
- 2006 : Life on Mars : Colin Raimes
- 2006 : Holby City : Will Grayson
- 2006 : Foyle's War : Philip Jennssen
- 2006 : Robin des bois (Robin Hood) : Owen
- 2007 - 2008 : Inspecteur Barnaby (Midsomer Murders) : Simon Dixon
- 2008 : City of Vice : John Hill
- 2008 : Emmerdale Farm : Dr Roger Elliot
- 2008 : Heartbeat : Frank Kelly
- 2009 : Paradox : Matt Hughes
- 2009 : Waterloo Road : Capitaine Andy Rigby
- 2010 : The Little House : David
- 2011 : Inspecteur Lewis (Lewis) : Dane Wise
- 2012 : Accused : Ray Dakin
- 2012 : Eternal Law : Bruno
- 2013 : Ripper Street : George Doggett
- 2013 : Affaires non classées (Silent Witness) : Scott Lambert
- 2013 : Lightfields : Albert Felwood
- 2013 : The Village : Chalcraft
- 2013 - 2015 : Resurrection : Caleb Richards
- 2014 : Peaky Blinders : George Sewell
- 2015 : The Dovekeepers : Flavius
- 2017 : Knightfall : Godfrey
- 2018 : Requiem : Sean Howell
- 2018 : The Innocents : John
- 2019 : Temple : Jack
- 2021 : The Witcher : Eredin Bréacc Glas
- 2022 : Slow Horses : Moe
- 2024 : Le Seigneur des anneaux : les Anneaux de pouvoir : Adar

#### Téléfilms
- 2004 : Passer By de David Morrissey : Un homme
- 2007 : Persuasion d'Adrian Shergold : Charles Musgrove
- 2012 : Scruples de Michael Sucsy : Paul Prince
- 2019 : Elizabeth Is Missing d'Aisling Walsh : Tom